# Nectandra gracilis
Nectandra gracilis är en lagerväxtart som beskrevs av J.G. Rohwer. Nectandra gracilis ingår i släktet Nectandra och familjen lagerväxter. Inga underarter finns listade i Catalogue of Life.